# 赵连城
赵连城（1938年02月18日—），江苏阜宁人，光电信息科学与工程专家，中国工程院院士，哈尔滨工业大学教授。

## 履历[1]
- 1963年，毕业于上海交通大学。
- 2003年，当选中国工程院院士。